# هانتشونغ
هانتشونغ (بالصينية: 汉中市 )‏ هي مدينة على مستوى محافظة، في جمهورية الصين الشعبية، تتبع شنشي، تبلغ مساحتها 27,246 كيلومتر مربع، رمزها البريدي هو 723000.

## مدن توأم
المدن التوأم:
- تورنهاوت
- إزومو، شيمانه.

## التقسيمات الإدارية
- Hantai District [الإنجليزية]‏
- Nanzheng District [الإنجليزية]‏
- Chenggu County [الإنجليزية]‏
- مقاطعة يانغ  [لغات أخرى]‏
- Xixiang County [الإنجليزية]‏
- Mian County [الإنجليزية]‏
- Ningqiang County [الإنجليزية]‏
- Lüeyang County [الإنجليزية]‏
- Zhenba County [الإنجليزية]‏
- Liuba County [الإنجليزية]‏
- Foping County [الإنجليزية]‏.